# Wasserkraftwerk Neckarwerk

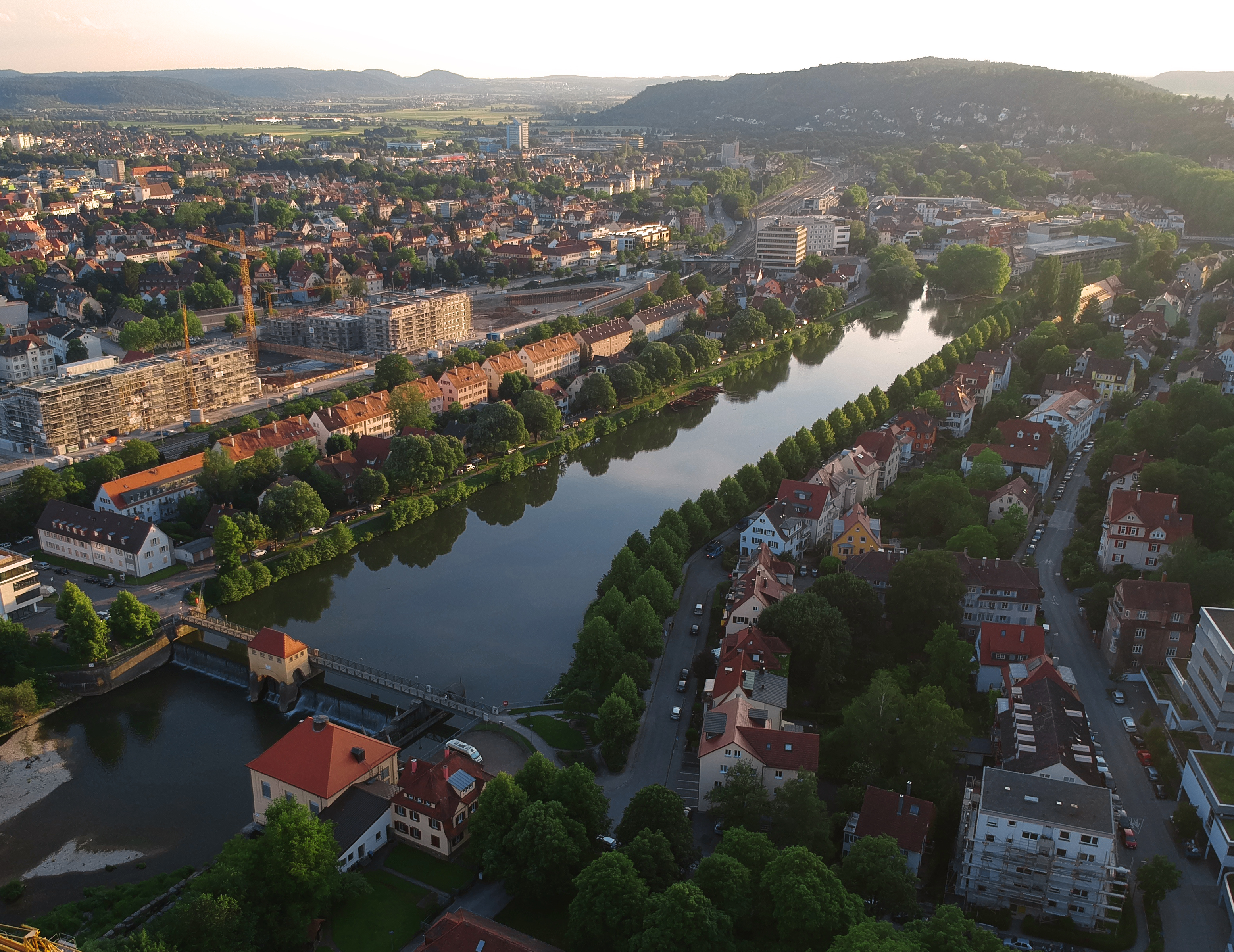
Stauwehr in Tübingen

Das Wasserkraftwerk Neckarwerk liegt in Tübingen etwa 1000 m östlich der Altstadt. Bei der Anlage handelt es sich um ein Laufwasserkraftwerk, das aus dem Wasser des Neckars gespeist wird.

## Geschichte und Technik
Um die seit langem geplante Neckarkorrektur durchzuführen, wurde 1910 am Neckar ein Stauwehr gebaut. Am Nordufer entstand das Wasserkraftwerk, welches 1911 in Betrieb genommen wurde. Anfänglich wurden Francis-Turbinen eingesetzt, seit 1982 kommen Kaplan-Turbinen zum Einsatz. Die Leistung beträgt 600 kW und das Wehr hat eine Fallhöhe von 4,30 m. Der Stau des Neckars erfolgt durch Wehrwalzen. Es handelt sich um eine der ersten Wehrwalzenkonstruktionen in Deutschland. Aus diesem Grund ist die Wehranlage seit 1995 als Technisches Denkmal eingestuft. Bei der Renovierung des Wehrstaus von 1996 wurde eine Fischsteige neu gebaut. Der Betrieb erfolgt durch die Stadtwerke Tübingen.

## Pumpspeicherkraftwerk
Im Jahr 1923 wurde in Tübingen eines der ersten Pumpspeicherwerke Deutschlands in Betrieb genommen. Das Speicherbecken mit einem Fassungsvermögen von 9000 m3 befand sich auf dem Österberg östlich des Österbergturms. Die Turbinen zur Stromerzeugung waren im Turbinenhaus des Neckarwerks untergebracht. Der Höhenunterschied zwischen Speicherbecken und Turbinenhaus betrug 125 m und die Turbinen erzeugten eine Leistung von 2 mal 200 kW. Das Pumpspeicherkraftwerk wurde im Februar 1945 bei einem Bombenangriff schwer beschädigt und danach nicht mehr instand gesetzt. Das Speicherbecken wurde 1960 eingeebnet. Heute befindet sich an dieser Stelle ein Spielplatz.

## Fußgängersteg und Radbrücke Ost

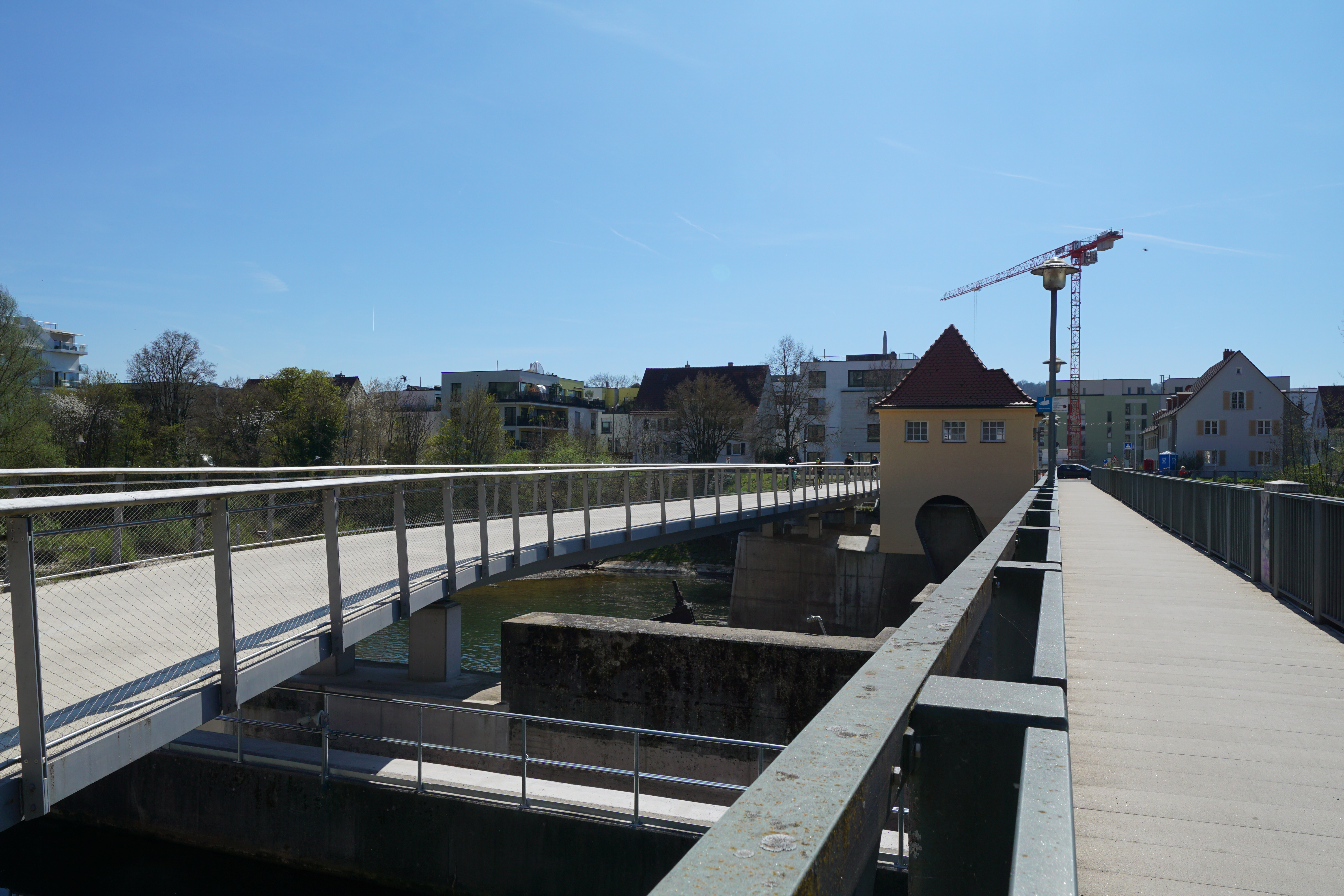
Radbrücke Ost links und Neckarsteg rechts

Über die Fundamente des Wehrs wurde eine schmale Stahl-Fachwerkbrücke für einen Fußgängersteg gebaut, der als Zugang zum Maschinenraum in der Mitte des Flusses dient. Spaziergänger nutzen den Steg häufig, um die Landschaft und den Blick über den Neckar zur Altstadt zu genießen. Mit zunehmendem Fahrradverkehr kam der Fußgänger- und Radverkehr in Konflikt, der Steg wurde zu einem Flaschenhals. Von 2021 bis 2023 wurden die Fundamente des Wehrs flussabwärts verlängert und parallel zum Fußgängersteg in Beton die Radbrücke Ost mit zwei Fahrradspuren gebaut, um den Fußgänger- und Fahrradverkehr zu trennen. Die Radbrücke ist nun ein wesentliches Element im Radwegenetz der Stadt.